# Communauté de communes Montmerle Trois Rivières
Die Communauté de communes Montmerle Trois Rivières ist ein ehemaliger französischer Gemeindeverband mit Rechtsform einer Communauté de communes im Département Ain, dessen Verwaltungssitz sich in der Gemeinde Montceaux befand.
Der Gemeindeverband bestand aus acht Gemeinden und zählte 11.365 Einwohner (Stand 2013) auf einer Fläche von 64,1 km2. Präsident des Gemeindeverbandes war zuletzt Jean Claude Deschizeaux.

## Aufgaben
Zu den vorgeschriebenen Kompetenzen gehörten die Entwicklung und Förderung wirtschaftlicher Aktivitäten und des Tourismus sowie die Raumplanung auf Basis eines Schéma de Cohérence Territoriale. Der Gemeindeverband betrieb die Abwasserentsorgung und die Müllabfuhr und -entsorgung. Zusätzlich baute und unterhielt der Verband Sporteinrichtungen und bestimmte die Wohnungsbaupolitik.

## Historische Entwicklung
Der Gemeindeverband entstand Ende 1999 aus einem bereits 1994 als district gegründeten Vorgängerverband.
Mit Wirkung vom 1. Januar 2017 wurde er mit der Communauté de communes Val-de-Saône Chalaronne zur Nachfolgeorganisation Communauté de communes Val de Saône Centre fusioniert.

## Ehemalige Mitgliedsgemeinden
Folgende acht Gemeinden gehörten der Communauté de communes Montmerle Trois Rivières an:
| Gemeinde            | Einwohner 1. Januar 2022 | Fläche km² | Dichte Einw./km² | Code INSEE | Postleitzahl |
| ------------------- | ------------------------ | ---------- | ---------------- | ---------- | ------------ |
| Chaleins            | 1.436                    | 17,0       | 84               | 01075      | 01480        |
| Francheleins        | 1.593                    | 13,6       | 117              | 01165      | 01090        |
| Genouilleux         | 675                      | 4,1        | 165              | 01169      | 01090        |
| Guéreins            | 1.503                    | 4,5        | 334              | 01183      | 01090        |
| Lurcy               | 404                      | 4,8        | 84               | 01225      | 01090        |
| Messimy-sur-Saône   | 1.312                    | 6,0        | 219              | 01243      | 01480        |
| Montceaux           | 1.202                    | 10,0       | 120              | 01258      | 01090        |
| Montmerle-sur-Saône | 3.798                    | 4,2        | 904              | 01263      | 01090        |